# Mink
Minken (også kaldet Amerikansk mink) (Neovison vison) er et dyr i mårfamilien under rovdyrene. Mårfamilien (Mustelidae), som er den mest talrige familie under rovdyrordenen. Familien indeholder 65 arter fordelt på 25 slægter i 6 underfamilier. Af andre dyr i familien kan nævnes brud, ilder, odder og grævling.
Mink bliver 49-72 cm lange, dertil en hale på 15-20 cm. Hunnen vejer cirka 1.200 g, mens hannen når en vægt på 1.700-2.400 g. På minkfarme når hannerne dog ofte en vægt på 2-3 kg og hunnerne 1-2 kg. Det skyldes, at der avles efter store mink; men også foderet har meget at sige.
Den oprindelige mink er mørkebrun til sort med mørk underuld. Dog bliver cirka hver tiende mink sølvgrå. I fangenskab er der fremavlet talrige farvevarianter.
Efterkommere fra undslupne farmmink får på meget få generationer deres naturlige farver tilbage.
Den europæiske mink (Mustela lutreola) er meget tæt på at uddø og findes kun meget begrænset i Østeuropa, Spanien og Frankrig.
Under pandemien med coronavirus i 2020 har det vist sig, at mink i minkfarme bliver smittet med virus og overfører virus til mennesker. Nogle forskere undersøger, om det samme kan være tilfældet for fugleinfluenza.

## Historie
Amerikansk mink stammer fra USA, hvor der i 1920'erne var etableret en rentabel pelsdyravl med mink. Som pels kaldtes den nertz. I 1930'erne førtes minken til de nordiske lande, hvor de også her blev brugt til pelsdyravl. I løbet af 1930'erne etablerede undslupne farmmink sig i Norden. Det er dog uvist, om minken ville have klaret sig i Danmark uden stadigt tilskud af undslupne farmmink.
Rundt omkring i Europa har den været decideret ødelæggende for det naturlige dyreliv, men i Norden har problemerne ikke været så store. Der nedlægges årligt 5.000-6.000 mink i Danmark, bl.a. for at hindre at arten etablerer fritlevende bestande.
Den 19. dec. 2018, blev et forslag til folketingsbeslutning fremsat, om forbud mod minkavl.
Den 24. jun. 2020 advarede Sundhedsstyrelsen om, at det i forbindelse med COVID-19-epidemien blevet sandsynliggjort, at ny coronavirus (SARS-CoV-2) kan smitte mellem mink og mennesker.
Danmark var en af verdens største producenter af minkskind indtil efteråret 2020, da den danske regering beordrede samtlige farmmink aflivet (ca. 15 - 17 mio.) pga. COVID-19-smitte fra mink til mennesker.
Finland aflivede i 2023 mink og andre pelsdyr (ca. 135.000) smittet med fugleinfluenza af frygt for at denne kunne spredes til mennesker.

## Føde
Minken er et rovdyr og jager i naturen både mindre pattedyr og fisk. Herudover tager den fugle. Minken har brug for en proteinrig kost, og dens tarmsystem gør, at den har brug for mange små måltider i løbet af døgnet. Hvis minken ikke kan spise hele byttet på en gang, gemmer den det ligesom de fleste andre dyr i samme familie i depoter, som er fordelt rundt omkring i dens territorium.

## Brunst og forplantning
Hos minken, som hos de fleste andre i Mustelidae-familien, finder ægløsningen først sted ved stimulering, altså parring. Parringen sker i februar-marts måned. De befrugtede æg ligger herefter i en hviletilstand i hunnens livmoder i op til 50 dage. Den egentlige graviditetsperiode er på cirka 30 dage.
Hannens territorium er større end hunnens, og disses territorier overlapper ofte hinanden. Ofte overlapper flere hunners territorier hannens.
Når hannen skal vælge mage, vælger han oftest en af hunnerne inden for sit eget territorium.
Minken er solitær, og hunnen passer derfor sine unger alene.

## Typer
Der findes mange forskellige typer mink.
En af typerne er Safir-mink. Den er sølvgrå. Den har en sart mund, og ved mindste skade mod munden bløder den meget.
En anden type mink er Jaguar. De ligner dalmatinere (hunde) og har sorte prikker over hele kroppen. Som standard er de døve og er derfor svære at avle, da de har meget svært ved at holde liv i deres unger, når de ikke kan høre dem skrige. Derfor bliver de heller ikke brugt som avlsdyr. Man tager derimod en sort tæve, som parres med en jaguar-han (som ikke er døv), hvorved man undgår problemet med døve mødre.
Blandt andre mink-typer kan nævnes: Standard, maghony, hvid mink og crossafir.

## Jagt
Minken betragtes som en invasiv art. Den må fanges i fælder og skydes hele året. I Danmark kan mink jages med bue og pil. Der nedlægges årligt mellem 5.000 og 6.000 mink i Danmark. Efter nedlukningen af danske minkfarme forudsiger nogle eksperter, at mink vil forsvinde fra den danske natur de fleste stedet, da bestanden blev holdt i live af dyr, der undslap minkfarme.